# Blur
Blur is een Engelse rockband. De groep is een van de bekendste britpopbands en zorgde samen met zijn grote rivaal Oasis halverwege de jaren negentig voor het succes van dit genre. In tegenstelling tot het working class-imago van Oasis, leken de leden van Blur uit de kunstacademie te zijn weggelopen.

## Biografie

### Succesperiode
De band werd opgericht door jeugdvrienden Damon Albarn en Graham Coxon. Blur begon zijn carrière in Londen onder de naam Circus. Later werd deze naam veranderd in Seymour, naar een personage uit het werk van de Amerikaanse schrijver J.D. Salinger. Toen de groep een platencontract kreeg, vroeg de platenfirma de naam te veranderen naar iets dat beter in de mond lag. Een van de suggesties was Blur.
In 1991 scoorde Blur enkele hitjes met She's So High en There's No Other Way, en verscheen hun debuut Leisure. Daarna ging het wat minder met Blur, mede door een slecht management, een geflopte single en drankmisbruik. In 1993 sloeg Blur echter terug met Modern Life Is Rubbish dat werd geproduceerd door Stephen Street, de voormalige producent van The Smiths. Dit album werd door pers en publiek lovend onthaald, maar de band scoorde pas echt in 1994 met het platina album Parklife. Met de hitsingles Parklife en Girls & Boys braken ze ook Europees door.
In die periode stonden ze volop in de schijnwerpers, en hun vete met "rivaliserende" groep Oasis werd in de (Britse) boulevardpers breed uitgemeten. Het kwam tot een clash der titanen: in 1995 brachten beide groepen in hetzelfde weekend hun nieuwe singles uit. Blurs Country House won het van Oasis' Roll With It, en stond die week op 1 in de hitlijsten. De overwinning was echter slechts tijdelijk en liet een wrang gevoel na; Oasis werd uiteindelijk de grootste en populairste groep en de verkoop van hun cd (What's The Story) Morning Glory overschaduwde het matige succes van Blurs The Great Escape. Ook de Britse pers was eerder lauw over die pretentieus en wisselvallig genoemde lp.
In 1997 kwam Blur met een heel ander geluid; rauwer en ruiger. Van hun titelloze album werd vooral Song 2 een veel gedraaid - en later ook veel gecoverd - nummer, waarmee ze ook in de Verenigde Staten uiteindelijk een hit scoorden. Op 13 (genoemd naar de studio waar de opnames plaatsvonden) uit 1999 sloeg de groep nogmaals een totaal andere weg in. Het meer experimentele album werd geproduceerd door William Orbit.
Nadat ze tien jaar onophoudelijk met Blur bezig geweest waren, vonden de leden van de groep het tijd voor een adempauze, en voor een tijdje hielden ze zich vooral bezig met hun diverse zijprojecten, zoals andere groepen, platenlabels en acteerwerk. Het meest opzienbarend in deze reeks is Damon Albarn, die samen met striptekenaar Jamie Hewlett de virtuele band Gorillaz oprichtte.
In 2003 bracht de band Think Tank uit, een album dat nog steeds als de experimentele Blur klinkt, maar tevens invloeden van wereldmuziek en de Gorillaz in zich heeft. Het album werd gedeeltelijk opgenomen in Marokko en geproduceerd door onder andere Fatboy Slim. Gitarist Graham Coxon speelt echter op slechts één nummer mee (de afsluiter Battery In Your Leg). Hij verliet de groep in 2002. Damon Albarn zei hierover in muziekblad Aloha: "Graham kon niet omgaan met alles wat erbij komt kijken als je in een bekende band zit. (...) Ik bedoel: ik zit hier aan vast voor de rest van mijn leven, simpelweg omdat ik niets anders kan. Ik kan niet weg zelfs als ik dat zou willen." Coxon had in zijn tijd bij Blur al enkele solo-cd's uitgebracht en een platenlabel (Transcopic) opgezet, waar hij zich na het verlaten van Blur op concentreerde.
Er was aanvankelijk sprake van een nieuw Blur-album in 2006, maar hier kwam uiteindelijk niets van terecht. In plaats daarvan vormde Albarn een nieuwe groep genaamd The Good, the Bad & the Queen (met onder meer Paul Simonon, voormalig bassist van The Clash). Het gelijknamige album werd op 8 januari 2007 uitgebracht.
Blur kwam in 2009 terug met een reünie en gaf onder andere twee concerten op Hyde Park op 2 en 3 juli van dat jaar. Op 17 april 2010 kwam Blur met een eenzijdige 7" single met de naam Fool's Day. Dit nummer was het eerste dat de vier Blur-leden gezamenlijk hebben opgenomen sinds Battery In Your Leg in 2003. De vinylsingle was enkel in Engeland verkrijgbaar in een zeer beperkte oplage van 1.000 exemplaren in het kader van Record Store Day en fysiek alleen te verkrijgen bij onafhankelijke platenzaken. Tevens was de single gratis te downloaden van de officiële website.
Op 10 februari 2012 liet de gitarist van Blur, Graham Coxon, weten dat de band zeker op de proppen komt met een achtste album. Dit album verscheen uiteindelijk in 2015 onder de naam The Magic Whip.
In juli 2023 werd het album The Ballad of Darren uitgebracht, de eerste single hieruit was The Narcissist. De band trad opnieuw op, onder andere in de Wembley Arena. In juni 2023 speelden ze in Ziggo Dome en in augustus op de Lokerse Feesten.

## Bezetting
- Damon Albarn: zang, gitaar, toetsen
- Alex James: bas
- Dave Rowntree: drums
- Graham Coxon: gitaar (1989–2002, 2007–heden)

## Discografie

### Albums
- 1991 - Leisure
- 1993 - Modern Life Is Rubbish
- 1994 - Parklife
- 1995 - The Great Escape
- 1997 - Blur
- 1999 - 13
- 2003 - Think Tank
- 2015 - The Magic Whip
- 2023 - The Ballad of Darren

### Compilaties
- 1999 - 10 Yr Boxset
- 2000 - The Best Of Blur
- 2009 - Midlife: A Beginners Guide to Blur

## Hitoverzicht

### Albums
| Single met hitnotering(en) in de Vlaamse Ultratop 50 | Datum van verschijnen | Datum van binnenkomst | Hoogste positie | Aantal weken | Opmerkingen |
| ---------------------------------------------------- | --------------------- | --------------------- | --------------- | ------------ | ----------- |
| Parklife                                             | 2012                  | 15-12-2012            | 147             | 1*           |             |

### Singles
| Single met eventuele hitnotering(en) in de Nederlandse Top 40 | Datum van verschijnen | Datum van binnenkomst | Hoogste positie | Aantal weken | Opmerkingen |
| ------------------------------------------------------------- | --------------------- | --------------------- | --------------- | ------------ | ----------- |
| Girls & Boys                                                  | 1994                  | 04-06-1994            | 24              | 5            |             |
| Country House                                                 | 1995                  | 09-09-1995            | tip14           | 3            |             |
| Beetlebum                                                     | 1997                  | 15-02-1997            | tip21           | 3            |             |
| Song 2                                                        | 1997                  | 10-05-1997            | tip12           | 6            |             |

| Single met hitnotering(en) in de Vlaamse Ultratop 50 | Datum van verschijnen | Datum van binnenkomst | Hoogste positie | Aantal weken | Opmerkingen |
| ---------------------------------------------------- | --------------------- | --------------------- | --------------- | ------------ | ----------- |
| Song 2                                               | 1997                  | 26-04-1997            | tip8            | -            |             |
| Tender                                               | 1999                  | 20-03-1999            | tip15           | -            |             |
| Under the Westway                                    | 2012                  | 14-07-2012            | tip10           | -            |             |
| Go Out                                               | 2015                  | 28-02-2015            | tip64           | -            |             |
| Lonesome Street                                      | 2015                  | 28-03-2015            | tip8            | -            |             |
| Ong Ong                                              | 2015                  | 18-07-2015            | tip9            | -            |             |
| Ghost Ship                                           | 2015                  | 17-10-2015            | tip68           | -            |             |

### NPO Radio 2 Top 2000
| Nummer met noteringen in de NPO Radio 2 Top 2000 | '14 | '15 | '16 | '17 | '18 | '19 | '20 | '21 | '22 | '23 | '24 |
| ------------------------------------------------ | --- | --- | --- | --- | --- | --- | --- | --- | --- | --- | --- |
| Song 2                                           | 706 | 639 | 513 | 589 | 744 | 877 | 924 | 863 | 826 | 778 | 669 |

1. ↑  Een vetgedrukt getal geeft de hoogste notering aan.
2. ↑  2014 was het eerste jaar met een notering voor dit nummer.